# Oblast de Semiretchie
1867–1918
Entités précédentes :
- Khanat de Kokand
- Oblast des Kirghizes de Sibérie

Entités suivantes :
- R.S.S.A. du Turkestan

L’oblast de Semiretchie (en russe : Семиреченская область, littéralement région des sept fleuves) est un oblast de l'Empire russe en Asie centrale créé en 1867 avec pour capitale Verniy.

## Géographie
L’oblast de Semiretchie occupe le territoire entre le lac Balkhach et les Monts Tian. À l’est l’oblast est bordé par la Chine, au sud-ouest par l’oblast de Ferghana, à l’ouest par ceux du Syr-Daria et d’Akmolinsk, au nord par l’oblast de Semipalatinsk.
De nos jours le territoire de l’oblast de Semiretchie correspond aux Oblys d'Almaty (Kazakhstan) ainsi qu’à province de Yssykköl et la ville de Bichkek (Kirghizistan).

## Subdivisions administratives
L'oblast est divisée en six ouiezds au début du xxe siècle : Verniy, Jarkent, Qapal (en), Lepsi, Pichpek et Prjevalsk.

## Population
En 1897 la population de l’oblast s’élève à 987 863 habitants, dont 80,4 % de Kirghizes (y compris les Kazakhs selon la nomenclature de l’époque), 7,8 % de Russes, 5,7 % d’Ouïgours, 1,9 % d’Ukrainiens, 1,5 % d’Ouzbeks et 1,4 % de Chinois.